# 簡氏小公魚
簡氏小公魚（学名：Anchoviella jamesi）為輻鰭魚綱鲱形目鳀科的其中一種，分布於南美洲奧里諾科河及亞馬遜河流域，本魚體細長，吻約1/2眼徑，上頷極短，其前端鈍圓，體側有一寬銀色條紋，臀鰭軟條16-21條，體長可達4公分，喜群游，棲息在溪流，以浮游生物為食。

## 擴展閱讀
維基物種上的相關：簡氏小公魚